# No sikiriki
No sikiriki je naslov drugog albuma Ede Maajke, objavljenog 2004. godine. 

## Popis pjesama
1. Sevdah o rodama
2. To sam ja
3. Pržiiii
4. On je mlađi
5. Dragi moj Vlado
6. Svudi san bija
7. Savske meduze
8. Ruke gore
9. Slušajte me sad
10. No sikiriki
11. Kliše
12. Ožeži
13. Obećana riječ
14. Legenda o Elvisu
15. Kidanje veza
16. Down
17. Ne-mo-žeš
18. Samo za raju
19. Mater vam jebem